# Rue de Sébastopol
Pour les articles homonymes, voir Rue Sébastopol et Rue de Sébastopol (Toulouse).
La rue de Sébastopol est une rue de Strasbourg située dans le quartier des Halles au nord-ouest de l'Ellipse insulaire.

## Odonymie
La rue porte ce nom depuis 1858, en référence au siège de Sébastopol, victoire franco-britannique sur l'Empire russe en 1855.

## Histoire
La rue longeait l'ancienne gare de Strasbourg sur son flanc est. Un marché aux puces et aux guenilles (selon l'appellation du XIXe siècle) se tenait tantôt dans la rue aux abords de la gare, tantôt sur le quai Kléber.

## Description
La rue est orientée nord-ouest. Elle commence au croisement avec le quai Kléber. Dans son prolongement sud se trouve le pont de Paris qui permet d’aller sur l'Ellipse insulaire. En la remontant, elle croise la rue de la Toussaint et la rue des Mineurs à droite. Le côté gauche est occupé par la partie méridionale du centre commercial Place des Halles. La rue aboutit à la place Clément adjacente à droite de l’axe de la rue. Une passerelle piétonne enjambe la rue et fait la jonction entre la place Clément et le centre commercial.
À cette hauteur, du centre de la rue, débouche le tunnel Wodli - Sébastopol condamné depuis 2005 pour cause d'infiltration d'eau. Il permettait de relier la rue Georges Wodli, aux abords de la rocade ouest à la rue de Sébastopol en évitant le quartier de la Gare. La trémie est finalement comblée en 2019.
Au no 8 se dresse une maison néo-classique du XIXe siècle avec un emblème juridique sur lequel figurent rouleau de papier et triangle équilatéral.

### Transport en commun
Les lignes de bus 71 et 71a ont leur terminus Les Halles - Sébastopol dans la rue côté Place des Halles. 

À proximité, se trouvent l'arrêt Les Halles - Pont de Paris des lignes 4 et 6 (au croisement avec le quai Kléber dans un sens et de l'autre côté du pont de Paris dans l'autre sens) et l'arrêt Ancienne Synagogue - Les Halles des trams A et D (sur le quai Kléber, côté Place des Halles).
La gare routière de Strasbourg se trouve pas loin non plus sur la place des Halles après la place Clément à gauche.

### Circulation routière
La rue est à double sens de circulation routière. 

L'entrée et la sortie du parking P2 du complexe de la place des Halles sont sur la place des Halles au nord de la rue.

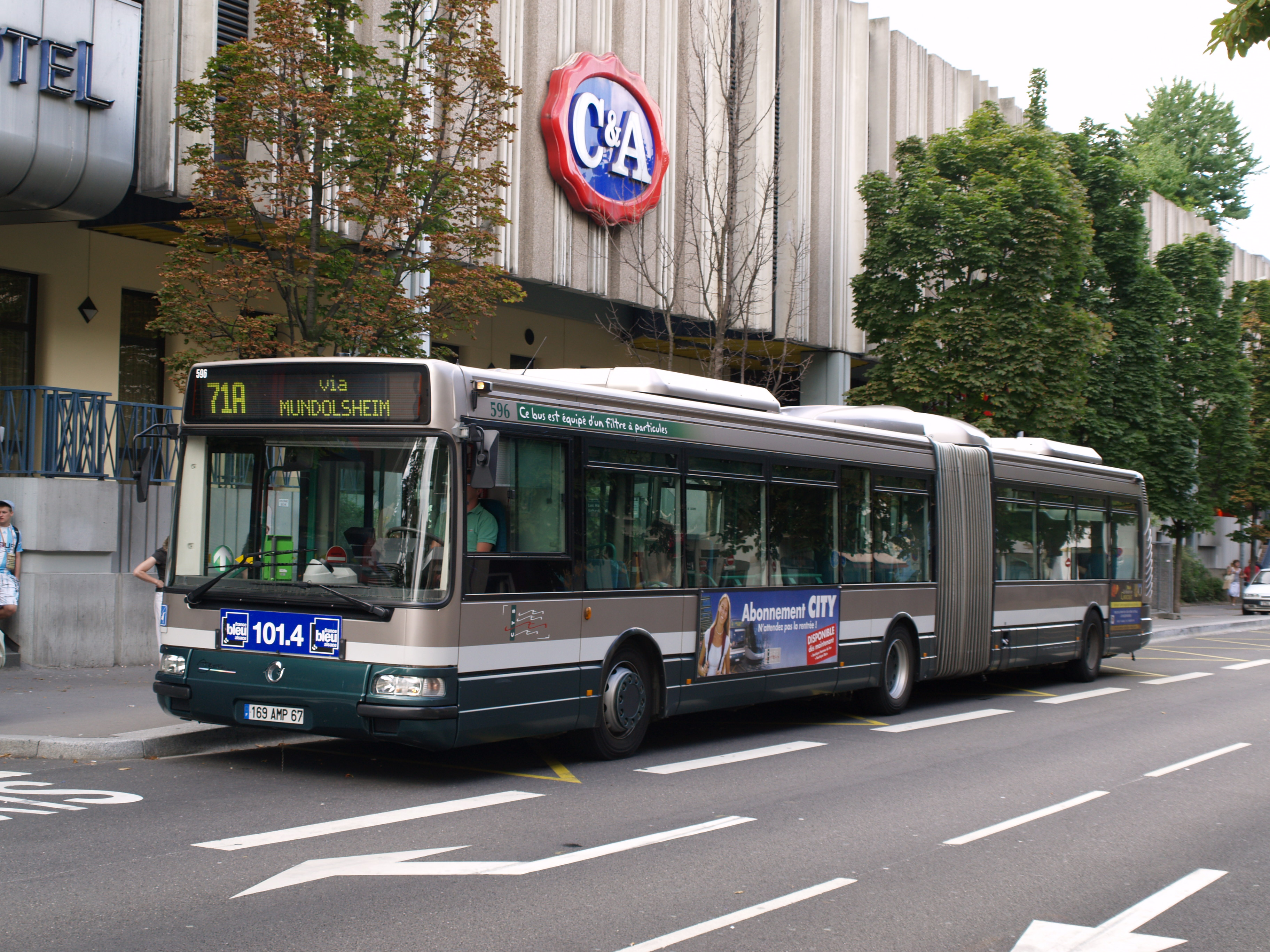
Bus à l'arrêt et terminus Les Halles - Sébastopol.